# Aldo Ferrari (fotografo)
Aldo Ferrari (Bologna, 25 gennaio 1924 – Bologna, 3 febbraio 2013) è stato un fotoreporter e fotografo italiano.
In Marina durante il conflitto mondiale come sommozzatore, lasciò dopo la guerra gli studi di ingegneria per dedicarsi alla fotografia, dal 1950 al 1960, e al giornalismo.
Corrispondente dell'Associated Press, iniziò collaborando con il cognato, il giornalista e fotografo Costantino Della Casa. Sono rimaste celebri le sue immagini dei principali processi dell'epoca, dell'alluvione del Polesine e di alcuni grandi personaggi della società dell'Emilia-Romagna e dell'Italia, come il pittore naif Antonio Ligabue.
A lungo presidente dell'Associazione Stampa Emilia-Romagna (ASER), il sindacato dei giornalisti della regione, nel mondo giornalistico ha ricoperto vari incarichi di prestigio a Il Resto del Carlino, e ha diretto varie pubblicazioni di stampa sportiva.
Le sue fotografie sono presso la Cineteca comunale di Bologna, raccolte nel fondo Lucia Della Casa Ferrari-Costantino Della Casa.
È il padre del poeta Davide Ferrari.
Non è da confondere con l'omonimo il cui nome compariva nella lista degli iscritti alla loggia massonica P2.

## Fra le pubblicazioni
- "Bologna, una città", di Renzo Renzi, fotografie di Aldo Ferrari.
- "Aldo Ferrari fotografo-La pallacanestro a Bologna dal 1951 al 1959"-Edizioni d'arte ISBN 8883421272.
- "Bologna Kaputt", di Luca Goldoni, Aldo Ferrari e Gianni Leoni, Edizioni Giornalisti Associati, Bologna 1980.
- "I borghi più belli dell'Emilia-Romagna" testi di Aldo Ferrari e Paola E. Rubbi, Edizione Inchiostro Blu, Bologna 1998.